# Becicherecu Mic
Becicherecu Mic là một xã thuộc hạt Timiș, România. Dân số thời điểm năm 2002 là 4816 người.